# Кирило Геник
Кирило Геник (Березив Нижниј, 1857 – 12. фебруар 1925) био је украјинско - канадски имиграциони службеник и културни радник.

## Биографија
Кирило Геник рођен је 1857. у Брзиву Нижњем у Галицији. Отац му је био Иван Геник, сеоски поглавар, а мајка Ана Пертсович. Геник је започео студије у Коломији пре него што се преселио у данашњи Ивано-Франкивск, како би завршио образовање за учитеља. Дипломирао је у Лавову, пре него што су га поставили за учитеља 1879. у региону Надвирној. Геник се вратио у родно село 1882. и тамо основао школу. За време 1880-тих покренуо је посао са млином и произвођачку задругу, коју је назвао Карпатска трговина. Изабран је за градског одборника 1890. у Коломији, месту где је започео студије.
У једном тренутку упознао је Џозефа Олескива, човека који је подстицао имиграцију Украјинаца у Канаду. Олескив је понудио Геника да води његову другу групу Украјинаца на путу за Канаду те им помогне сместити се. Геник, заједно са супругом и четворо деце, придружио се групи од 64 Украјинца који су дошли у Квебеку (град). Дана 22. јуна 1896. године Геник је групу прво довео до Виннипега, а онда до места које је после основано као Стуартбурн, Манитоба; и које се сматра првом украјинско-канадском заједницом у западној Канади. У августу Геник се пријавио за боравак у Стуартбурну, но убрзо се предомислио и преселио у Винипег. У септембру Геник је постао по потреби независни службеник Одељења за послове тумачења и превођења.
Као имиграциони службеник, Геник је у Квебеку упознавао нове украјинске канадске имигранте које је подстицао на употребу енглеског и напуштање традиционалних обичаја. Служио је као саветник где год је било потребно. Наглим порастом броја украјинских имиграната у Канади, и обим његова посла драматично се повећао, до те мере да је до 1898. постао запослени на пуно радно време. Тим чином такође је постао први Украјинац који је за канадску владу вршио посао службеника на пуно радно време.
Геник је 1899. у својој кући покренуо читаоницу Тарас Шевченко, те 1903. прве украјинске новине у Канади, Канадски Фармер (украјински: Канадійський Фармер). Иако сам није био религиозна особа, веровао је да би хришћанска вероисповест требало да постоји независно од грчких православних и руских православних норми, те је у времену од 1903-1904, у сарадњи са свештеницима Винипешке Презбитеријанска цркве, основао »Независну Грчку Цркву«.
Када је 1911. на општим изборима Геникова Либерална странка изгубила управу, Геник је изгубио посао, чиме се завршило поглавље његовог живота у јавном домену. Неко време је живео у Сједињеним Државама, али се касније вратио у Винипег, где је умро 12. фебруара 1925.
У тренутку смрти, Геник је у украјинско-канадској заједници био толико познат да је имао надимак »Цар Канаде«.